# Pousthomy
Pousthomy település Franciaországban, Aveyron megyében. Lakosainak száma 212 fő (2022. január 1.). Pousthomy Balaguier-sur-Rance, Laval-Roquecezière, Montfranc, Saint-Sernin-sur-Rance, Le Masnau-Massuguiès, Miolles és Saint-Salvi-de-Carcavès községekkel határos.

## Népesség
A település népességének változása:
| Lakosok száma | 389  | 242  | 199  | 209  | 206  | 214  | 211  | 211  | 212  | 212  |
|               | 1968 | 1982 | 1990 | 2006 | 2013 | 2015 | 2017 | 2019 | 2020 | 2022 |